# Alphonse Kirchhoffer
Simon Alphonse Kirchhoffer (Parigi, 19 dicembre 1873 – Parigi, 30 giugno 1913) è stato uno schermidore francese, vincitore di una medaglia d'argento nella scherma ai giochi olimpici.
Morì nel 1913 e fu sepolto nel Cimitero di Montrouge.